# Antonio Gamarra
Antonio Gamarra fue un obrero paraguayo, y Secretario-General del Partido Comunista Paraguayo, en el periodo de 1949 a 1953.
Es cofundador del "Sindicato de Empleados y Obreros de la APCC", junto a Alfonso Guerra y Alberto Candia.
Fue dirigente de la Confederación de Trabajadores del Paraguay, hasta que esta fue disuelta bajo el régimen de Higinio Morínigo y su "tregua sindical".
Formó parte del Comité Central del Partido Comunista Paraguayo en 1945, y en 1949, durante el II Congreso del Partido, fue elegido Secretario-General, cargo que ocupó hasta 1953, cuando Oscar Creydt, otro destacado comunista, lo acusó de "traidor" y otros cargos discutibles, por lo que fue expulsado del Partido.